# Wumen Huikai
Wumen Huikai (chiń. 無門慧開, pinyin Wúmén Huìkāi; kor. 무문혜개 Mumun Hyegae; jap. Mumon Ekai; wiet. Vô Môn Huệ Khai, ur. 1183, zm. 1260) – chiński mistrz chan z odgałęzienia yangqi szkoły chan linji. Autor słynnego zbioru Koanów Wumenguan.

## Życiorys
Wumen pochodził z Liangzhu w Hangzhou, gdzie znajdowało się wiele słynnych klasztorów chan. Jego nazwisko to Liu, a nazwisko panieńskie matki – Song. Tam praktykował u mistrza Gonga Heshanga.
Praktykę chan rozpoczął pod kierunkiem mistrza Yuelina Shiguana w klasztorze Wanshou w Suzhou, który na początek praktyki dał mu gong’an „wu” mistrza Zhaozhou Congshena. Wumen praktykował ten gong’an przez 6 lat bez wyraźnego postępu. W końcu zdeterminowany, postanowił nie spać, dopóki nie przeniknie istoty tej „bramy chanu”. Pewnego dnia, gdy stał w sali Dharmy, usłyszał dzwon wzywającu na południowy posiłek i nagle osiągnął głębokie oświecenie. Potwierdził natychmiast swoje urzeczywistnienie wierszem (skt gatha, chiń. jie):
| Czyste niebo i świecące słońce, Wielki grzmot, Oczy wszystkich istot natychmiast się otwarły, I miriady rzeczy zeszły się razem. |

Następnego dnia Wumen udał się do mistrza Yuelina, aby otrzymać potwierdzenie swojego doświadczenia.
Yuelin powiedział:
Gdzie zobaczyłeś tych bogów i te demony?
Wumen krzyknął.
Yuelin także krzyknął.
Wumen krzyknął ponownie.
Mistrz Yuelin potwierdził oświecenie ucznia.
W 11 roku okresu jiading, czyli w 1218 roku, został drugim opatem (po opacie założycielu, którym był jego nauczyciel) w klasztorze chan Baoyin w Huzhou. Następnie był opatem następujących klasztorów: Tianning i Huanglong w dystrykcie Longxing, Lingyan w dystrykcie Rzeki Ping, Cuiyan w dystrykcie Longxing, ponownie w Huanlong, Puri na górze Jiao w dystrykcie Rzeki Zhen, Kaiyuan w dystrykcie Rzeki Ping, Baoning w dystrykcie Jiankang
W 1228 r. był głównym mnichem w klasztorze Longxiang w Dongjia.
W 1246 r. cesarz Lizong poprosił Wumena u ustanowienie klasztoru Huguo Renwang w pobliżu jeziora Zachodniego pod Hangzhou.
Gdy w kraju zapanowała susza cesarz nakazał mistrzowi odprawienie ceremonii przynoszących deszcz. Zamiast ich odprawienia mistrz Wumen usiadł do medytacji. Gdy cesarz spytał go, co robi dla sprowadzenia deszczu, mistrz odparł Cicho nie wpływam [na nic]. Po tej rozmowie spadł w całych Chinach deszcz. W podzięce Wumen został obdarzony przez cesarza tytułem Oko Buddy (佛眼 Foyan).
Ostatnie lata życia spędził w pustelni na brzegu jez. Zachodniego pod Hangzhou.

## Nauczanie i znaczenie mistrza
Mistrz był jednym z najważniejszych przedstawicieli XIII-wiecznego chanu. Był reprezentatywnym przedstawicielem tradycji szkoły linji. Jego praktyka została ukształtowana przez wykorzystanie gong’anów i były one podstawą jego nauczania. W swoich tekstach opisuje, że kładł zawsze mocny nacisk na praktykę gong’anową.
Należał do mistrzów ekscentrycznych. Wędrował od klasztoru do klasztoru w starej szacie mnisiej, zapuścił nawet brodę i długie włosy. Przez innych mnichów nazywany był „Huike świecki mnich”.
Mistrz Wumen jest najbardziej dziś znany ze swojego zbioru 48 gong’anów, które obdarzył komentarzami. Tekst ten został opublikowany w 1229 r. i dotrwał do naszych czasów pod tytułem „Wumenguan” (pol. „Bezbramna brama”).
Jego komentarze do gong’anów i inne teksty ukazują, że dysponował ostrym, bezpośrednim językiem i przenikliwym, niepowstrzymanym intelektem, który nie wahał się przed rozbiciem ułudy.

## Dzieła
- 1229 – Wumenguan. Zbiór 49 Koanów.
- W 1249 r. zostało wydane dzieło Zapiski mistrza chan Wumena Huikaia (znane także jako Zapiski mistrza chan Foyana) w dwóch tomach. Pierwszy tom był zbiorem mów Dharmy i nauk mistrza z czasów, gdy po 1217 r. przebywał w różnych klasztorach. Tom drugi składał się z komentarzy Wumena i jego uwag o buddach i patriarchach.

## Linie przekazu Dharmy zen
- 45/18 Yangqi Fanghui (992–1049) odgałęzienie yangqi
  - 46/19 Baiyun Shouduan (1025–1072)
    - 47/20 Wuzu Fayan (1024–1104)
      - 48/21 Kaifu Daoning (1053–1113)
        - 49/22 Yue’an Shanguo (1079–1152)
          - 50/23 Laona Zuzheng (Dahong Zuzheng) (bd)
            - 51/24 Yuelin Shiguan (1143–1217)
              - 52/25 Wumen Huikai (1183–1260)
                - 53/26 Xian Zong
                - 53/26 Xindi Juexin (1207-1298)
                - 53/26 Wuchuan
                - 53/26 Xialü Wujian
                - 53/26 Zhangsan (bd)
                - 53/26 Fangniu Yu (laik)
                - 53/26/1 Shinchi Kakushin (1207–1280) Japonia linia przekazu hottō
                  - 54/27/2 Kohō Kakumyō (1271–1361)
                    - 55/28/3 Jiun Myōi (1273–1345)
                    - 55/28/3 Bassui Tokushō (1327–1387)
                      - 56/29/4 Shunō Reizan (1344–1408)